# Уила (департамент)
Уѝла (на испански: Huila) е един от тридесет и двата департамента на южноамериканската държава Колумбия. Намира се в югозападната част на страната. Департаментът е с население от 1 122 622 жители (към 30 юни 2020 г.) и обща площ от 18 142 км².

## Общини
В департамент Уила има 37 общини, някои от тях са:
1. Аградо
2. Алтамира
3. Елиас
4. Колумбия
5. Ла Плата